# Arthenas
Arthenaskorábbi község (település) Franciaországban, Jura megyében. 2016. január 1-jén Essia, Saint-Laurent-la-Roche és Varessia községgel egyesült és La Chailleuse új község része lett.
Lakosainak száma 159 fő (2013). Arthenas Bornay és Rothonay községekkel határos.

## Népesség
A település népességének változása:
| Lakosok száma | 185  | 181  | 156  | 155  | 168  | 141  | 153  | 159  |
|               | 1962 | 1968 | 1975 | 1982 | 1990 | 1999 | 2008 | 2013 |